# Arthur Crudup
Arthur "Big Boy" Crudup (también conocido como "Pop" Crudup) (24 de agosto de 1905 - 28 de marzo de 1974) fue un cantante y guitarrista de delta blues. Es conocido fuera del ámbito del blues por escribir canciones que más tarde fueron versionadas por Elvis Presley (y por decenas de otros artistas), tales como "That's All Right Mama" (1946), "My Baby Left Me" y "So Glad You're Mine".
- Datos: Q709044
- Multimedia: Arthur Crudup / Q709044